# 重庆市铁路运输

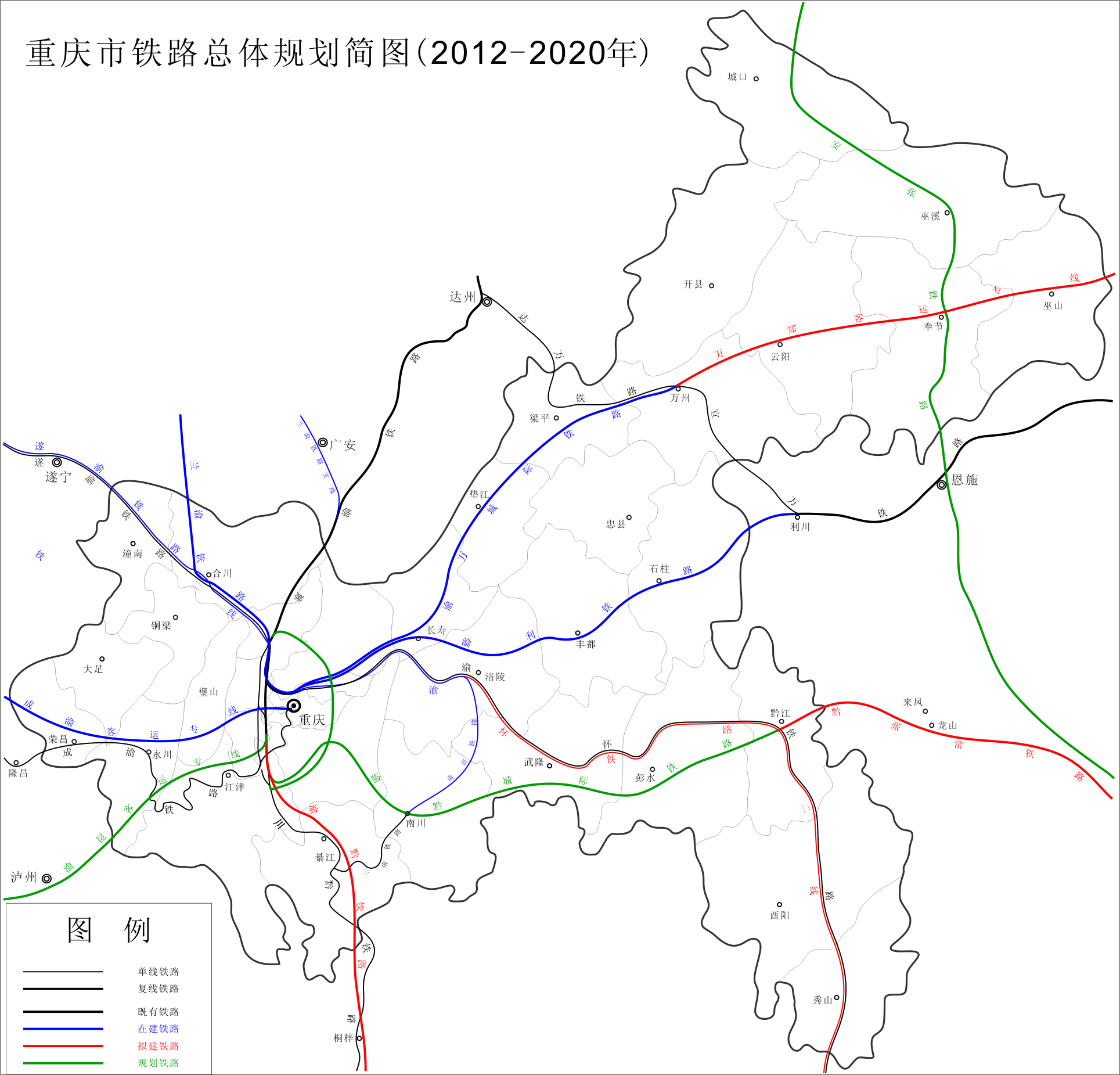
重庆铁路规划图

重庆是中国西部地区的重要铁路枢纽之一，目前建成拥有6条电气化铁路干线，两个主要国铁客运站。按照当前规划，重庆市境内铁路将在2020年前形成“一枢纽十五干线二支线”的铁路格局。

## 枢纽

重庆铁路枢纽总布置示意图

## 车站
重庆铁路按“客货分线、内客外货”的原则布局。规划形成“四主两辅”的客运系统，其中重庆北站、重庆西站（上桥）、重庆东站（茶园）、重庆站为主客运站，沙坪坝站和复盛站为辅助客运站；规划形成“1＋9”的货运系统，“1”为兴隆场编组站，“9”为团结村集装箱中心站、磨心坡、北碚、白市驿、黄磏、珞璜（小岚垭）、鱼嘴（唐家沱）、洛碛、伏牛溪等9个货运站场，团结村、白市驿等站为枢纽内主要货运站，洛碛站为化学危险品货运站。

## 铁路线

### 既有铁路
- 成渝铁路：成都~重庆，单线电气化，国铁I级，线路全长505公里。
- 川黔铁路：重庆~贵阳，单线电气化，线路全长470公里。
- 襄渝铁路：襄阳~重庆，双线电气化，国铁I级，为非一次性建成复线铁路，设计速度160公里/小时。老线全长916公里，新建二线全长507公里。
- 渝怀铁路：重庆~怀化，重庆至涪陵段双线电气化，涪陵至怀化段单线电气化，国铁I级，设计速度120公里/小时，线路全长625公里。
- 遂渝铁路：遂宁~重庆，双线电气化，国铁I级，设计速度200公里/小时，目前最高运营速度160公里/小时，线路全长128公里。沪汉蓉快速客运通道组成部分。
- 渝利铁路：重庆~利川。双线电气化，国铁I级，设计速度200公里/小时，线路全长259.5公里。沪汉蓉快速客运通道组成部分。
- 达万铁路：达州~万州，单线电气化，线路全长157.9公里。
- 宜万铁路：宜昌~万州，双线电气化，国铁I级，设计速度宜昌~利川段175公里/小时，利川~万州段120公里/小时，线路全长376.99公里。沪汉蓉快速客运通道组成部分。
- 成渝客运专线：成都~重庆，双线电气化，城际客运专线，设计速度350公里/小时，线路全长308公里。2010年3月22日开工，于2015年12月建成通车。
- 兰渝铁路：兰州~重庆，双线电气化，国铁I级，设计速度兰州~广元段160公里/小时，广元~重庆段200~250 公里/小时，线路全长820公里。2008年9月26日开工，2015年广元至重慶段建成通车，2017年9月29日全線開通。
- 渝万城际铁路（郑渝高速铁路渝万段南线）：重庆主城区~万州，双线电气化，客运专线，设计速度250公里/小时，线路全长236公里。2010年12月22日开工建设，2016年11月28日通车。
- 郑万高速铁路 (郑渝高速铁路郑万段）：郑州~万州，双线电气化，客运专线，设计速度350公里/小时。2022年6月20日全线通车。
- 渝贵铁路：重庆~贵阳，双线电气化，国铁I级，设计速度250公里/小时，线路全长345公里。2010年12月22日开工建设，2018年1月25日通车。
- 黔张常铁路：黔江~张家界~常德，双线电气化，国铁I级，线路设计时速200公里/小时，线路全长340公里，2014年12月16日正式开工建设。
- 渝怀铁路涪陵至怀化段扩能改造工程：涪陵~怀化新建二线，国铁I级，设计速度120公里/小时。

### 在建铁路
- 渝昆高速铁路：重庆~昆明，双线电气化，客运专线，设计速度350公里/小时。
- 渝西高速铁路：重庆~西安，双线电气化，客运专线，设计速度350公里/小时。
- 成渝中線高速铁路：成都~重慶，双线电气化，客运专线，设计速度350公里/小时。
- 渝万高速铁路：（郑渝高速铁路渝万段北线）：重庆主城区~万州，双线电气化，客运专线，设计速度350公里/小时。
- 渝黔城际铁路(渝怀高速铁路渝黔段）：重庆~黔江，双线电气化，国铁I级，设计时速350公里/小时。
- 重慶市郊铁路合永線/重慶市郊铁路合大線：合川至大足段新建，大足~永川改造，国铁I级，设计速度待定。
- 重庆市郊铁路渝合线：东起重庆市北碚区磨心坡站，西至合川区渭沱镇，接兰渝铁路和遂渝铁路渭沱站，采用国铁I级标准，设计行车时速160公里/小时[2]。

### 拟建铁路
- 南瀘高铁：南充~瀘州，双线电气化，客运专线，设计速度待定。
- 瀘大漢铁路：南充~瀘州，双线电气化，国铁I级，设计时速待定。
- 渝怀高速铁路（黔怀段）：黔江~怀化，双线电气化，客运专线，设计速度350公里/小时。

### 规划建设铁路
- 渝达城际铁路：重庆~达州，双线电气化，国铁I级，设计时速待定。
- 安张衡铁路：安康~城口~奉节~张家界~衡阳，双线电气化，国铁I级，设计速度200公里/小时。
- 达万铁路二线：达州~万州，单线电气化，设计速度120公里/小时。
- 兰渝高速铁路：兰州~重庆，双线电气化，客运专线，设计速度待定。
- 昭黔恩铁路：昭通~黔江~恩施，双线电气化，线路标准未定，设计速度待定。
- 渝贵高速铁路：重庆~贵州，双线电气化，客运专线，设计速度待定。

### 支线
- 达万利铁路：由达万铁路与宜万铁路利川至万州段组成，全线为单线电气化，设计时速120公里。连通襄渝铁路与沪汉蓉客运专线。
- 重庆外环铁路东南环线铁路：由三万铁路、万南铁路与南涪铁路组成，全线为单线电气化，国铁II级，设计时速120公里。
  - 三万铁路：既有单线铁路，电气化改造中。
  - 万南铁路：既有单线铁路，电气化改造中。
  - 南涪铁路：既有单线铁路，电气化。
  - 重庆铁路枢纽东环线：在建铁路，双线电气化，客货两用。
  - 重庆铁路枢纽西环线

## 未来发展
2020年，重庆交通局声称，交通强国意见中含有开行重庆至成渝地区双城经济圈公交化列车，推动形成铁路公交网，以及完善重庆东站干线铁路、城际铁路、市域铁路、城市轨道间设施衔接，推动“四网”融合、无缝换乘、安检互认和积极探索铁路、配套枢纽、轨道交通、市政道路等多主体一体化协同建设管理机制，确保城市配套交通设施与铁路站场同步高效投入和运营的要求。